# 우주전함 야마토 2199
《우주전함 야마토 2199》(일본어: 宇宙戦艦ヤマト2199 우추센칸야마토니센햐쿠큐큐[*])는 2013년 4월부터 9월까지 일본 마이니치 방송 계열에서 방영된 SF 애니메이션 시리즈이다.
2014년 10월 11일에 TV 애니메이션의 총집편 《우주전함 야마토 2199: 추억의 항해》(일본어: 宇宙戦艦ヤマト2199 追憶の航海)가 일본 전 극장에서 공개되었다.